# Pachira macrocalyx
Pachira macrocalyx är en malvaväxtart som först beskrevs av Adolpho Ducke, och fick sitt nu gällande namn av J.L. Fernández-alonso. Pachira macrocalyx ingår i släktet Pachira och familjen malvaväxter. Inga underarter finns listade i Catalogue of Life.